# Digitaler Nomade

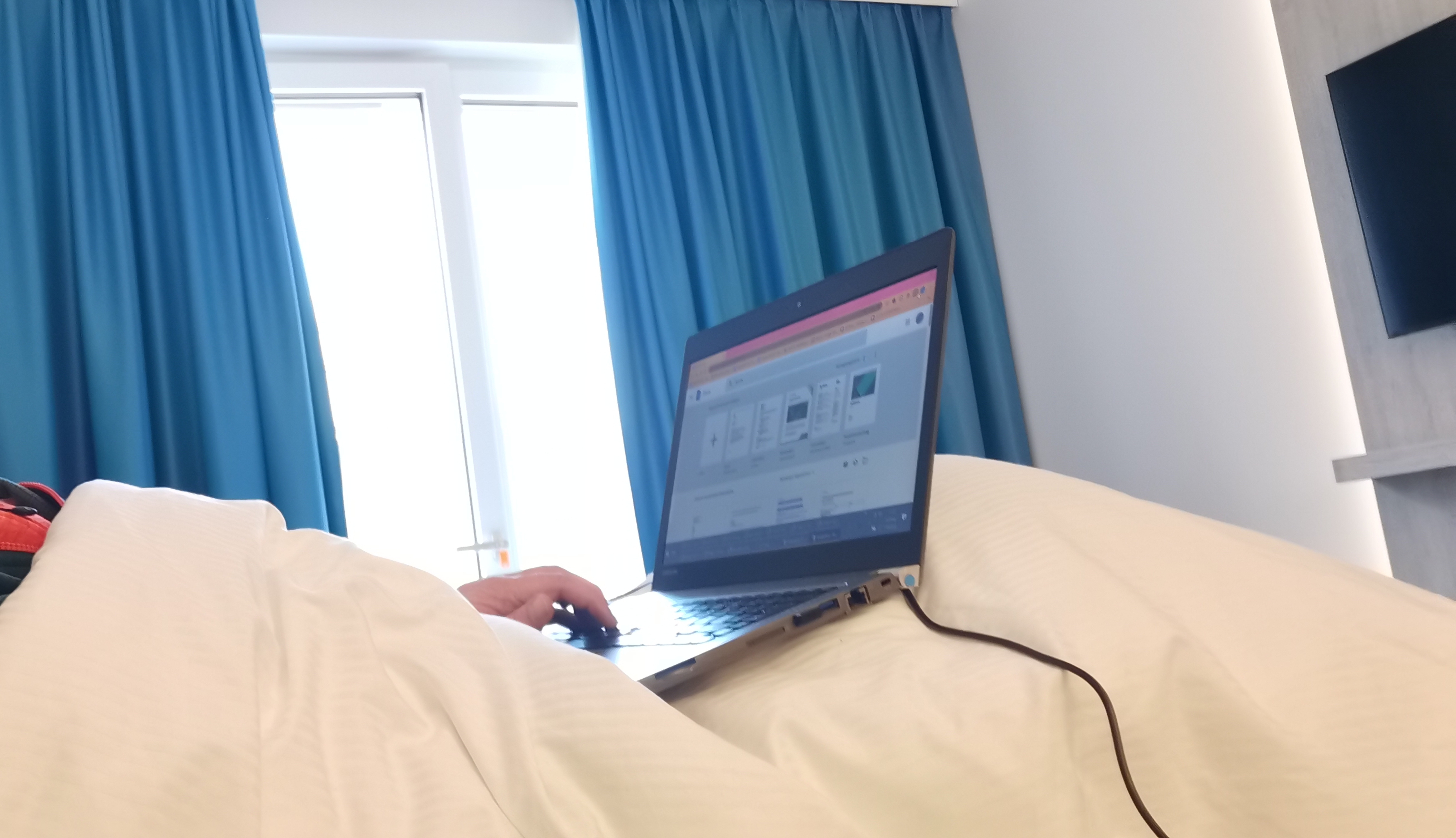
Laptoparbeit im Hotelbett

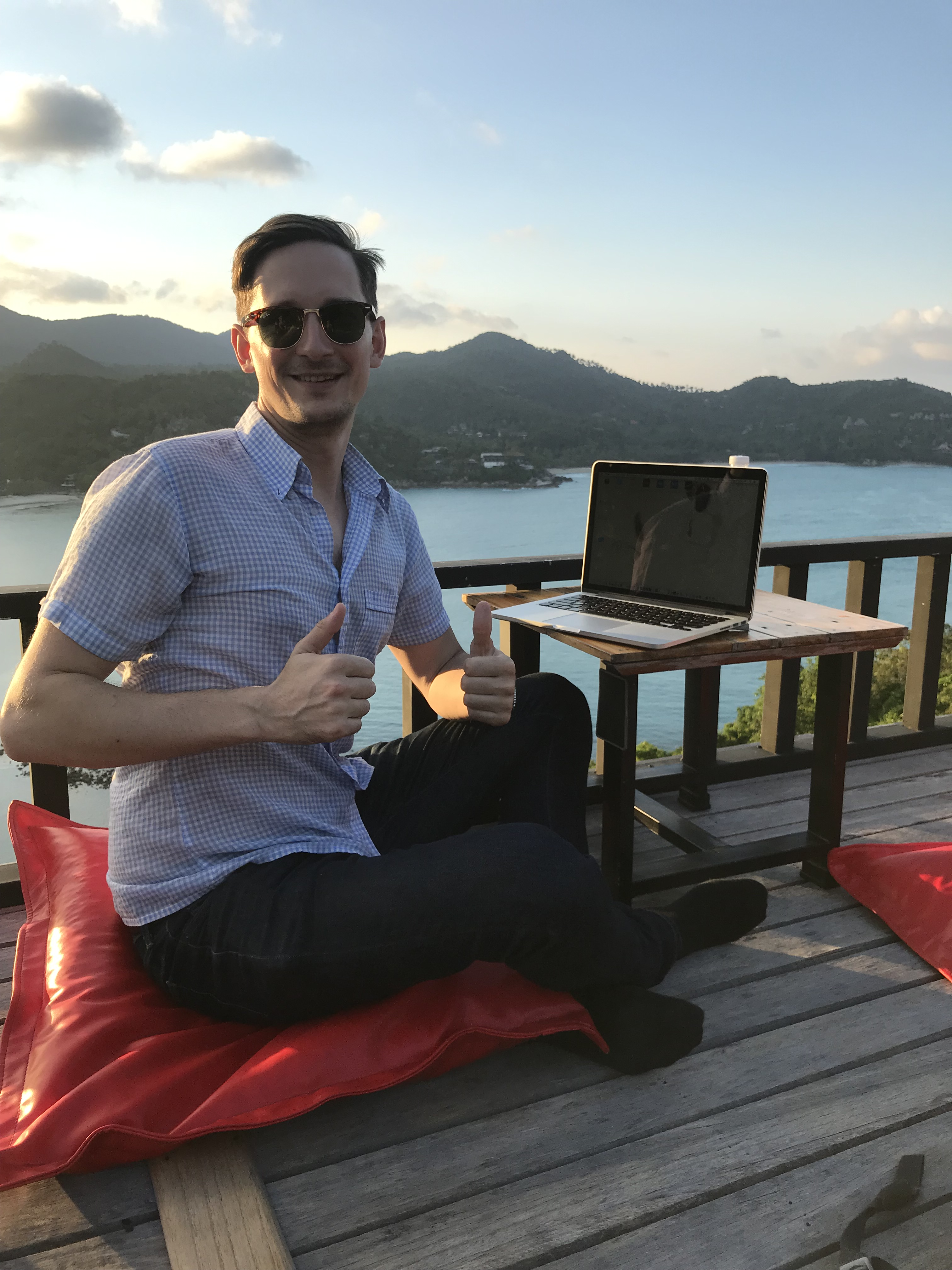
Digitaler Nomade in Thailand

Ein digitaler Nomade (auch Internet-Nomade, Büronomade, urban nomad) ist ein Unternehmer oder auch Arbeitnehmer, der fast ausschließlich digitale Technologien anwendet, um seine Arbeit zu verrichten und zugleich ein eher ortsunabhängiges beziehungsweise multilokales Leben führt.

## Begriffsherkunft
In seinem 1964 erschienenen Werk Understanding Media formulierte der kanadische Medienwissenschaftler Marshall McLuhan die These, der Mensch werde im elektronischen Zeitalter zum „nomadischen Informationssammler“. In seiner Zukunftsvision Die Welt von morgen unterscheidet der französische Publizist Jacques Attali drei Klassen: die Elite der „Hypernomaden“, die „virtuellen Nomaden“ sowie die benachteiligten „Infranomaden“. Der Begriff des digitalen Nomaden wurde schließlich von Tsugio Makimoto und David Manners geprägt.
Für die Ethnologin Annegret Nippa verweist dieser als Lifestyle-Beschreibung verwendete Begriff auf ein Klischee von Freiheit, das wenig mit nomadischen Gesellschaften zu tun hat, wie es sie seit Tausenden von Jahren gibt. Eine nomadische Gesellschaft aus Händlern und Viehzüchtern hat zwar, so Nippa, gegenüber einem Staat andere Freiheiten als eine städtische Gesellschaft, zugleich aber eine große interne Kontrolle innerhalb der Gesellschaft: „das Leben der real existierenden und existiert-habenden nomadischen Gesellschaften ist immer eines in Gruppe“, und die Wanderung der Gruppe geschieht in Friedenszeiten innerhalb eines ziemlich klar abgesteckten, wenn auch sehr großen Territoriums.

## Arbeitsweise
Digitale Nomaden arbeiten typischerweise von unterwegs. Ihr Arbeitsplatz ist zumeist dort, wo Internetzugang besteht. In der Regel handelt es sich um Berufszweige, die ihre Arbeit dank des Internets unabhängig von einem festen Arbeitsort ausführen können.
Die Berufe der digitalen Nomaden sind sehr vielfältig. Viele betreiben Websites oder Blogs und monetarisieren die Inhalte durch Werbung (z. B. Affiliate-Marketing) oder den Verkauf digitaler Produkte oder Dienstleistungen. Auch der Betrieb von Informationsportalen, Online-Communitys und Foren zählt in diese Kategorie. Andere arbeiten als Autoren oder Übersetzer. Eine große Zahl digitaler Nomaden ist im Online-Marketing, Affiliate-Marketing oder E-Commerce tätig. Auch technische Berufe wie Grafikdesigner, Webdesigner oder Softwareentwickler eignen sich gut hierfür. Andere verdienen ihren Lebensunterhalt durch projektbezogene Arbeit, Beratungsleistungen, Vorträge oder als Fotografen. Diese erfordern nur selten einen bestimmten Aufenthaltsort.
Digitale Nomaden nutzen zwangsläufig Technologien wie Smartphones, Tablet-PCs, WiFi und webbasierte Applikationen. Sie arbeiten häufig von Cafés, Coworking Spaces, Hostels und anderen Standorten mit WiFi. Länder mit einer gut ausgebauten technischen Infrastruktur werden somit bevorzugt von „digitalen Nomaden“ bereist, damit sie weiter ihrer Beschäftigung nachgehen können.
Die erste deutsche Konferenz für „digitale Nomaden“, DNX, fand 2014 im Berliner Betahaus statt. Digitale Nomaden – Deutschland zieht aus lautet der erste deutschsprachige Dokumentarfilm über das Leben von ortsunabhängig lebenden und arbeitenden Menschen.

## Rahmenbedingungen
Digitale Nomaden, die in Niedriglohnländern wohnen, profitieren von niedrigen Lebenshaltungskosten vor Ort. Eine Ausnutzung weltweit unterschiedlicher Lohnniveaus und Lebenshaltungskosten wird als Geo-Arbitrage bezeichnet.
Einzelne Staaten sind auf dem Weg, digitale Staatsdienstleistungen anzubieten. Auf diese Weise können staatliche Dienstleistungen unabhängig vom physischen Aufenthaltsort genutzt werden. Ein Beispiel ist die estnische E-residency oder das digitale Amt in Österreich.

### Aufenthaltsgestattung und Arbeitserlaubnis
Mit einem Touristenvisum ist in den allermeisten Ländern keine Arbeit erlaubt. Reisen digitale Nomaden als Touristen ein, setzen sie sich daher gegebenenfalls dem Vorwurf aus, illegal erwerbstätig zu sein. Eine wachsende Anzahl von Ländern hat inzwischen spezielle Visa geschaffen, die Remote-Arbeit ermöglichen; darunter sind Costa Rica, Estland, Indonesien und Thailand.

### Steuern
Manche digitale Nomaden werden in Ländern steuerlich ansässig, die nur inländische Einkünfte der Steuerpflicht unterwerfen und nicht dem Welteinkommensprinzip folgen. Da viele digitale Nomaden vor allen Kunden außerhalb dieses Ansässigkeitslandes haben, kann das dazu führen, dass diese nicht der Einkommenssteuer unterworfen sind. Das gilt nicht für die Umsatzsteuer.
Solange ein digitaler Nomade seinen gewöhnlichen Aufenthalt oder eine Wohnung in Deutschland hat, bleibt er mit seinem Welteinkommen in Deutschland unbeschränkt steuerpflichtig. Ist ein digitaler Nomade nirgendwo ansässig, bleibt er in Deutschland weitere zehn Jahre lang erweitert beschränkt steuerpflichtig, wenn er Deutscher ist, und in den letzten zehn Jahren vor seinem Leben als digitaler Nomade mindestens fünf Jahre in Deutschland unbeschränkt steuerpflichtig war.  